# Dębno
Dębno (niem. do 1945 r. Neudamm, w czasach PRL używano również nazwy Dębno Lubuskie) – miasto w województwie zachodniopomorskim, w powiecie myśliborskim. Siedziba miejsko-wiejskiej gminy Dębno. W latach 1975–1998 miasto administracyjnie należało do woj. gorzowskiego. Położone są nad rzeką Kosą i jeziorem Lipowo, na wysokości 40 m n.p.m. Powierzchnia miasta wynosi ponad 19 km², więc jest największym miastem powiatu i drugim (po Barlinku) najludniejszym miastem powiatu myśliborskiego.
Według danych z 2017 roku, miasto liczyło 13 137 mieszkańców, a jego powierzchnia wynosiła 20 km² (stan na 1 stycznia 2009 roku). Od tamtego czasu, liczba mieszkańców miasta systematycznie spada. Zgodnie z danymi z grudnia 2022 roku, liczba mieszkańców zmniejszyła się do 12 368 osób. Proces ten niestety kontynuował się w kolejnym roku, bowiem według danych z 2023 roku, liczba mieszkańców spadła do 12 159 osób.
Pierwotnie była to wieś o rodowodzie słowiańskim, należąca od 1232 r. do templariuszy (od połowy XIII w. w granicach Nowej Marchii) i następnie od 1318 r. do komturii joannitów w Chwarszczanach. Od 1540 r., po przejęciu tychże posiadłości przez margrabiego Jana z Kostrzyna, Dębno stało się lokalnym centrum gospodarczym; w 1552 r. wybudowano młyn papierniczy, w 1568 r. powstała oficyna drukarska. Miejscowość otoczona była wałami i fosą (bez murów obronnych) i prawdopodobnie w 1570 r. otrzymała częściowe prawa miejskie. Podupadło w okresie wojny trzydziestoletniej (1618-48), w 1716 r. zniszczone zostało przez pożar; w trakcie odbudowy powstało nowe Dębno – Neudamm, które w 1731 r. otrzymało pełne prawa miejskie. Od połowy XVI w. rozwijało się sukiennictwo i drukarstwo. W XIX w. nastąpił szybki rozwój miasta pod względem gospodarczym (przemysł tekstylny, kapeluszniczy i metalowy, drukarnie) oraz infrastruktury komunalnej. Po II wojnie światowej znalazło się w granicach Polski i stanowiło ośrodek usługowy oraz zakładów przemysłu przetwórstwa spożywczego, drzewnego, odzieżowego i metalowego, z których w wyniku zmianach ustrojowych po 1990 r. wiele uległo likwidacji. W 2000 r. w okolicach Dębna uruchomiono największą w Polsce kopalnię ropy naftowej i gazu ziemnego „Dębno” ze złóż BMB.
Niektóre zabytki: kościół z lat 1852–1857 w stylu tzw. łuków kolistych, secesyjne kamieniczki, willa z 1892 r. w stylu berlińskiego historyzmu.
Miasto stanowi lokalne centrum oświatowe (m.in. Zespół Szkół Ponadgimnazjalnych), kulturalne (m.in. biblioteka z filiami w okolicznych miejscowościach, ośrodek kultury) i administracyjne. Co roku odbywają się tutaj Międzynarodowe Mistrzostwa Polski w Maratonie.

## Położenie
Dębno znajduje się 23 km płd.-zach. od Myśliborza i 36 km na zachód od Gorzowa Wielkopolskiego.
Zgodnie z podziałem fizycznogeograficznym Polski według Kondrackiego teren na którym położone jest Dębno należy do prowincji Nizina Środkowoeuropejska, podprowincji Pojezierza Południowobałtyckiego, makroregionu Pojezierze Południowopomorskie oraz w końcowej klasyfikacji do mezoregionu Równina Gorzowska.
Dębno leży w historycznej ziemi lubuskiej, w XIII wieku zostało włączone do Nowej Marchii. Zaliczane jest również do ziemi chojeńskiej, w związku z czym bywa także uznawane za leżące na Pomorzu Zachodnim.

## Środowisko naturalne
Struktura użytkowania gruntów (2002):
| Rodzaj gruntu                     | Pow. ewid. [ha] | % ogólnej pow. gruntów |
| --------------------------------- | --------------- | ---------------------- |
| Powierzchnia ogólna               | 1950            | 100                    |
| Użytki rolne                      | 861             | 40,11                  |
| Użytki leśne                      | 582             | 50,33                  |
| Grunty zabudowane i zurbanizowane | 427             | 4,94                   |
| Wody                              | 32              | 1,9                    |
| Tereny inne                       | 48              | 2,72                   |

### Klimat
Dębno pod względem regionalizacji klimatycznej położone jest w Dzielnicy Klimatycznej Pomorskiej, której klimat charakteryzuje się stosunkowo chłodnym latem i dość łagodną zimą. Warunki klimatyczne panujące na terenie gminy należą do umiarkowanych i w dużej mierze uwarunkowane są wpływami mas powietrza polarno-morskiego i polarno-kontynentalnego, o przewadze wiatrów zachodnich, północno-zachodnich i północnych. Charakteryzuje go duża wilgotność powietrza. Najwyższe opady w ciągu roku odnotowywane są w miesiącach letnich, najniższe w miesiącach zimowych od stycznia do marca.

## Toponimia
Słowiańska nazwa wsi mogła brzmieć „Dębowa Góra” (niem. Eichberg) i pochodziła prawdopodobnie od „dębu” (niem. Eiche) lub od słowiańskiego „dębienia”, czyli garbowania.
Nazwa na przestrzeni wieków: damme 1262; Nytamp 1282; Dame 1337; Obern Damme 1460; Tham 1540; Thamb 1566; Neudamm do 1945. Pierwszą, tymczasową polską nazwą powojenną był Dąb Nowy, forma Dębno została wprowadzona na mocy zarządzenia Ministrów Administracji Publicznej i Ziem Odzyskanych z dnia 7 maja 1946 roku.

## Historia
Pierwotnie była to wieś o rodowodzie słowiańskim, typu owalnicowego w kierunku północ-południe, z rozwijającą się po stronie wschodniej okolnicą, w centrum znajdował się plac w kształcie elipsy. Od 1232 r. Dębno znajdowało się w posiadaniu templariuszy, kiedy to książę wielkopolski Władysław Odonic nadał im wieś Chwarszczany wraz z 1000 łanami ziemi (ok. 15–17 tys. ha) między Odrą, Wartą i Myślą. Templariusze zbudowali tutaj pierwszy kościół. Po kasacie zakonu, od 1318 r. należało do joannitów. Wieś prawdopodobnie została zniszczona w 1326 r. podczas najazdu wojsk polsko-litewskich na Marchię Brandenburską. Spis ziemski margrabiego Ludwika Starszego z 1337 r. podaje, że we wsi istniał dwór Güntera von Buch, co oznacza, że pod panowaniem Wittelsbachów Dębno było przez jakiś czas własnością prywatną zamiast należeć do joannitów. Od 1373 pod zwierzchnictwem Korony Czeskiej dynastii Luksemburgów, dla której był to region peryferyjny, toteż z czasem podjęto starania jego sprzedaży. W 1402 osiągnięto porozumienie w sprawie zakupu regionu przez Koronę Polską, jednakże jeszcze w tym samym roku region został sprzedany Krzyżakom. Podczas wojny polsko-krzyżackiej w 1433 do wsi dotarł najazd polsko-czeski – wieś została spalona wraz z kościołem. Po wybuchu kolejnej wojny polsko-krzyżackiej w 1454/55 Krzyżacy sprzedali osadę w celu pozyskania środków na prowadzenie wojny. W 1540 r. chwarszczańskie posiadłości joannitów zostały przejęte przez margrabiego Jana z Kostrzyna.

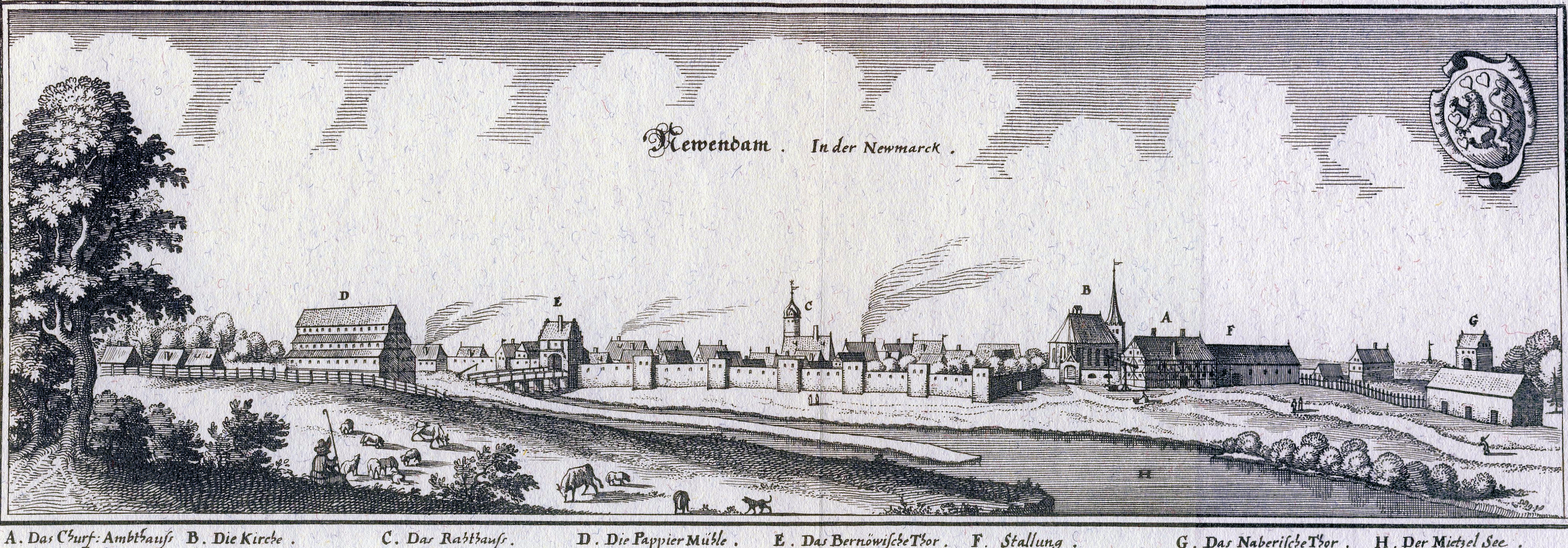
Dębno na miedziorycie Meriana z 1650 r.

Kwestia daty nadania osadzie „Damm” częściowych praw miejskich, bez posiadłości ziemskich (niem. Mediatstadt), jest sporna. Być może nastąpiło to w 1540 r., co sugeruje pieczęć z tego roku z napisem SIGILLVM CIVIVITATIS /TAM. W wielu publikacjach niemieckich i polskich przyjmowany jest rok ok. 1562. Kolejna wersja to 1570 r., opierająca się na wzmiance w kronice poczty, iż „w 1694 r. spalił się ratusz. W gałce wieży znaleziono pismo, z którego wynikało, że Nytamp w 1570 r. uzyskało prawa miejskie od margrabiego Jana kostrzyńskiego i że jego małżonka margrabina Katarzyna z książąt brunszwickich kazała w mieście Nytamp wybudować ratusz. Ta data została przyjęta jako oficjalna przez Urząd Miasta i Gminy w 2007 r. Fundatorem praw z pewnością był sam margrabia Jana z Kostrzyna, a nie jego małżonka Katarzyna Brunszwicka, gdyż zgodnie z prawem salickim, obowiązującym aż do upadku I Rzeszy Niemieckiej, kobiety nie posiadały praw administracyjno-sądowniczych.
Istniał tutaj już dwór, a Dębno było z pewnością ważnym centrum gospodarczym, być może spichlerzem dla panującego, gdzie również była owczarnia i rozwijało się garbarstwo. Żona Jana z Kostrzyna, margrabina Katarzyna Brunszwicka, dokonała przebudowy kościoła w stylu gotyckim. Sprowadziła ona następnie rzemieślników (głównie tkaczy) z Holandii i płd. Niemiec. W 1552 r. wybudowano młyn papierniczy, w 1568 r. w „Tham” powstała oficyna drukarska Christophera Runge zwanego Starszym (w 1599 r. na wniosek elektora Joachim Fryderyk Hohenzollern przeniósł się on do Berlina). Od 1615 r. istniało tutaj „Bractwo tkackie”. Władze Dębna czerpały dochody głównie z rzemiosła, a częściowo także z wagi wełny i targów. Miasto nie posiadało murów obronnych, tylko wały (przetrwały do XIX w.), fosy, palisadę drewnianą, natomiast miało trzy bramy: Kostrzyńską (Cüstriner Tor; południowa), Papierniczą lub inaczej zwaną Barnowską (Papirtor, Berneuchensche Tor; wschodnia) i Oborzańską (Nabernschetor, Konigsberger Tor; północna), które znajdowały się u wylotów ulic. Na widoku Dębna z XVII w. dostrzec można mur obwodowy.

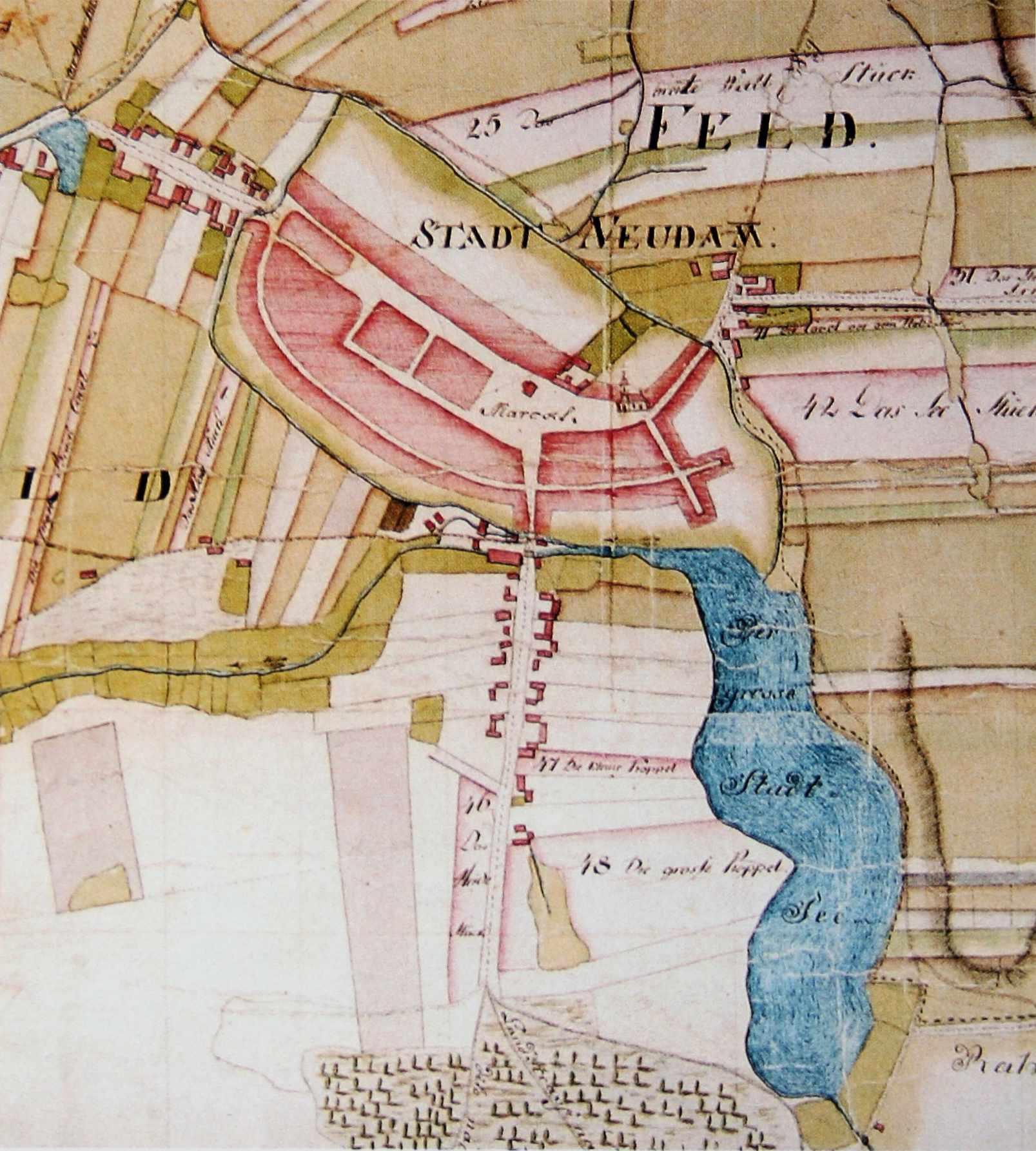
Plan miasta z 1772 r.

Okres wojny trzydziestoletniej (1618–48) spowodował dewastację rolnictwa oraz wielki spadek zaludnienia. Ludność Dębna zmniejszyła się o 29%. Zarząd nad domeną przekazano burmistrzowi miasta. W 1716 r. miasto zniszczył pożar. W trakcie odbudowy poza granicami miasta, przed bramą Myśliborską (obecnie ulica Mickiewicza), powstała oddzielna kolonia obok miasta Neudamm i wsi Damm. Po 1731 r., kiedy to Dębno stało się bezpośrednio zależne od władzy elektora (niem. Immediatstadt), nazwa Neudamm objęła całe miasto. Od 1757 r. w mieście stacjonował garnizon (do 1777 r.). 25 sierpnia 1758 r. rozegrała się w okolicach Dębna bitwa pod Sarbinowem, po której miasto zamieniło się w swoisty wojenny lazaret. W latach 1760–1762 wojska rosyjskie ponownie zajmowały miasto, nakładając uciążliwe kontrybucje. 9 maja 1761 r. spaliła się wieża ratuszowa, która zajęła się od pożaru pobliskiej piekarni Lindego. Jej odbudowę zakończono dopiero 26 sierpnia 1794 r.
Od poł. XVI w. rozwijało się sukiennictwo i drukarstwo. W XVIII w. osiedlili się tutaj uchodźcy z Palatynatu, w 1752 r. powstała gildia kupiecka, a w 1783 r. pierwsza manufaktura sukiennicza; w mieście działało 104 warsztaty tkackie w 1759 r., zaś w 1779 r. już 130. Pod koniec XVIII w. powstał tutaj również przemysł kaflarski. W XIX w. nastąpił bardzo szybki rozwój miasta; przekształciło się ono w silnie uprzemysłowiony ośrodek miejski, rozwinął się przemysł tekstylny i metalowy. W 1845 r. w fabryce sukna E. G. Jahn zainstalowano pierwszą maszynę parową w powiecie chojeńskim.
Rozwój przemysłu sprzyjał inwestycjom miejskim. W 1820 r. rozpoczęto przebudowę ratusza (w 1891 r. ponownie gruntownie przebudowany), w 1850 r. uporządkowano fosę miejską, wzdłuż której urządzono promenadę, zaś w 2 poł. XIX w. miasto zakupiło od sąsiednich gmin wiejskich znaczne tereny, na których poprowadzono nowe ulice. Powstały również szkoły (w 1825 r. tzw. szkoła mieszczańska – Bürgerschule; w 1842 r. szkoła podstawowa; w 1870 r. szkoła dla ubogich dzieci; w 1902 r. szkoła dla młodzieży męskiej), szpital miejski (przebudowa w 1835 r. i 1880 r.; w latach 1907–1908 postawiono drugi nowoczesny szpital, w 1910 r. magistrat odkupił gazownię, która od powstania w 1890 r. znajdowała się w rękach prywatnych. W latach 1852–1853 miasto otrzymało połączenie szosowe po wybudowaniu drogi Kostrzyn – Myślibórz, zaś w 1882 r. przeprowadzono przez Dębno połączenie kolejowe łączące Stargard z Kostrzynem.
W 1845 r. zawalił się kościół z XIII w., w miejsce którego w latach 1852–1857 wzniesiono nowy, w tzw. stylu Rundbogen – łuków kolistych, na podstawie istniejącego projektu kościoła św. Mateusza w Berlinie.
W 1872 r. uruchomiono dużą drukarnię Juliusza Neumanna, zatrudniającą kilkuset pracowników. Wydawała ona Gazetę Tygodniową („Wochenblatt”) dla powiatu chojeńskiego w nakładzie 200 egz., w późniejszym okresie również szereg fachowych czasopism ogólnokrajowych, z których kilka osiągnęło nakład kilkudziesięciu tysięcy egzemplarzy. Drugą, mniejszą drukarnię, założył w 1898 r. A.Haenel. Na przełomie XIX/XX w. w mieście znajdowało się 9 fabryk sukienniczych, organizowane były targi sukiennicze, na które zjeżdżali się przedstawiciele krajowych i zagranicznych firm. Dynamiczny rozwój przemysłu kapeluszniczego stawiał Dębno w szeregu czołowych ośrodków Rzeszy (pierwsze fabryki powstały z początkiem 1870 r., kiedy to Wicke sprowadził maszyny do ich produkcji, zaś w 1880 r. Karl i Gustaw Löwe oraz Fritz i Emil John założyli swoje fabryki). Kapelusze i sukno z Dębna trafiały do większości krajów europejskich, Ameryki, a nawet na Daleki Wschód. Ponadto w Dębnie w tym okresie działały: fabryka dekstryny, oleju jadalnego, smarów maszynowych, stolarnia, wytwórnia konserw owocowych, cygar, fabryka rękawiczek skórzanych. Koncentracja zakładów przemysłowych w Dębnie wysuwała miasto na jedno z pierwszych miejsc wśród ośrodków przemysłowych w rolniczej prowincji, osiągając poziom rozwoju spotykany jedynie w Zagłębiu Ruhry lub w Westfalii. Do Dębna napływało wielu nowych mieszkańców z okolicznych miast i wsi, jak i ze Śląska, Wielkopolski i Nadrenii. 19 lutego 1894 r. do miasta formalnie włączono terytorium wsi Damm, choć obie miejscowości od dawna były ze sobą związane gospodarczo i kulturalnie.

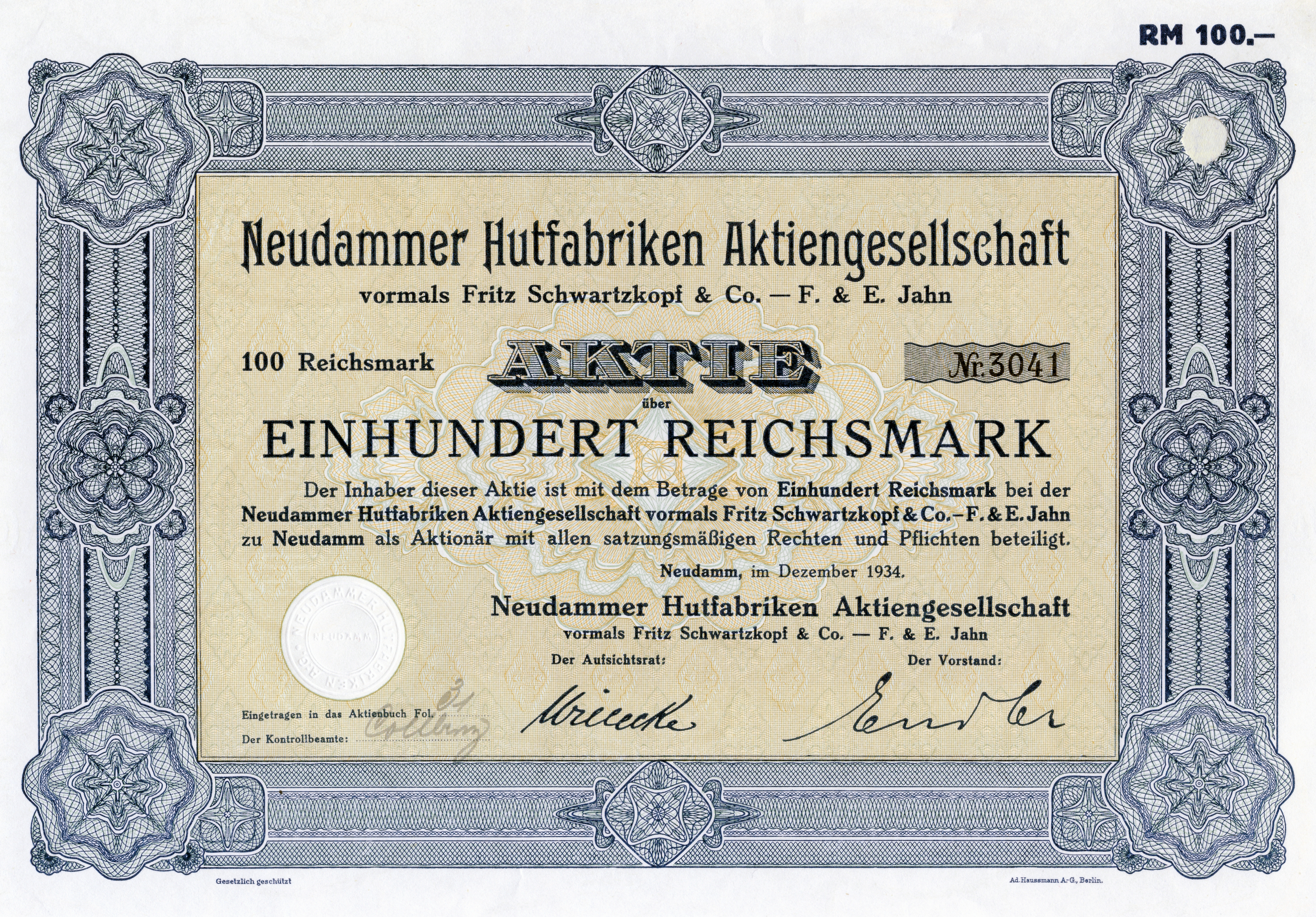
Akcja 100 marek spółki produkującej kapelusze Neudammer Hutfabriken Aktiengesellschaft z 1934 r.

Okres I wojny światowej to zastój gospodarczy. W XX leciu międzywojennym podupadł przemysł sukienniczy Dębna, nastawiony na eksport, z powodu odpadnięcia Rzeszy jednego z głównych importerów – Włoch, oraz wzrostu konkurencyjności przemysłu USA i Wielkiej Brytanii na rynku południowo-amerykańskim. Natomiast na rynku wschodniej Azji prężnie zaczął działać przemysł japoński. Trudności wystąpiły również na rynku wewnętrznym Rzeszy, gdzie poza ogólną recesją powojennej gospodarki, nałożył się wzrost opłat za przewozy kolejowe o prawie 100% w stosunku do przedwojennych. Niemniej, Dębno nadal odgrywało kluczową rolę posiadając 9 fabryk i plasowało się na 17. miejscu spośród 232 ośrodków produkcji sukna na terenie Rzeszy. W 1922 r. Dębno otrzymało prąd elektryczny.
Struktura zatrudnienia w 1939 r. przedstawiała się następująco:
| Dział                 | Liczba osób | % mieszk. |
| --------------------- | ----------- | --------- |
| Rolnictwo i leśnictwo | 480         | 6,6       |
| Przemysł i rzemiosło  | 4206        | 56,1      |
| Handel i komunikacja  | 1112        | 14,8      |
| Pozostałe zawody      | 1690        | 22,5      |

Nadal działała duża drukarnia Verlag J. Neumann, zatrudniająca przeszło 500 osób. Wydawała ona obok książek czasopisma o zasięgu ogólnoniemieckim, zaś z powiatowych tygodnik „Neudammer Tageblatt”. W 1925 r. założono filę wydawnictwa w Berlinie.
Dębno stanowiło również centrum kulturalne powiatu. Działało kilkadziesiąt organizacji kulturalnych, naukowych i sportowych. Licznie reprezentowane były również organizacje zawodowe i polityczne – w tym paramilitarne, później współpracujące z partią hitlerowską. Dębno należało również do znanych ośrodków kręglarstwa. Na łączna liczbę 23 klubów i organizacji sportowych działało 9 klubów kręglarskich. Ożywioną działalnością wyróżniały się miejscowe muzeum regionalne i biblioteka ludowa. Miasto nadal się rozbudowywało, w 1923 r. nad jeziorem Lipowo powstał ośrodek sportowo-wypoczynkowy.
Podczas II wojny światowej część przemysłu przestawiono na produkcję wojskową, jak np. filc. W mieście działały obozy pracy, stanowiące filie obozu koncentracyjnego Sachsenhausen-Oranienburg. 31 stycznia 1945 r. Armia Czerwona wkroczyła do miasta, w którym nie było już żołnierzy niemieckich, a tylko mała grupa Własowców. Część mieszkańców uciekła za Odrę. Zniszczenia wojenne dokonane przez Armię Czerwoną sięgnęły 35% zabudowy. 13 lutego 1945 r. pozostali mieszkańcy dostali nakaz opuszczenia miasta, jednocześnie Rosjanie kontynuowali wywózkę wyposażenia fabryk i cennych przedmiotów. W kwietniu 1945 r. powstała pierwsza Komendantura Wojska Polskiego na czele z sierżantem Tomkinem.

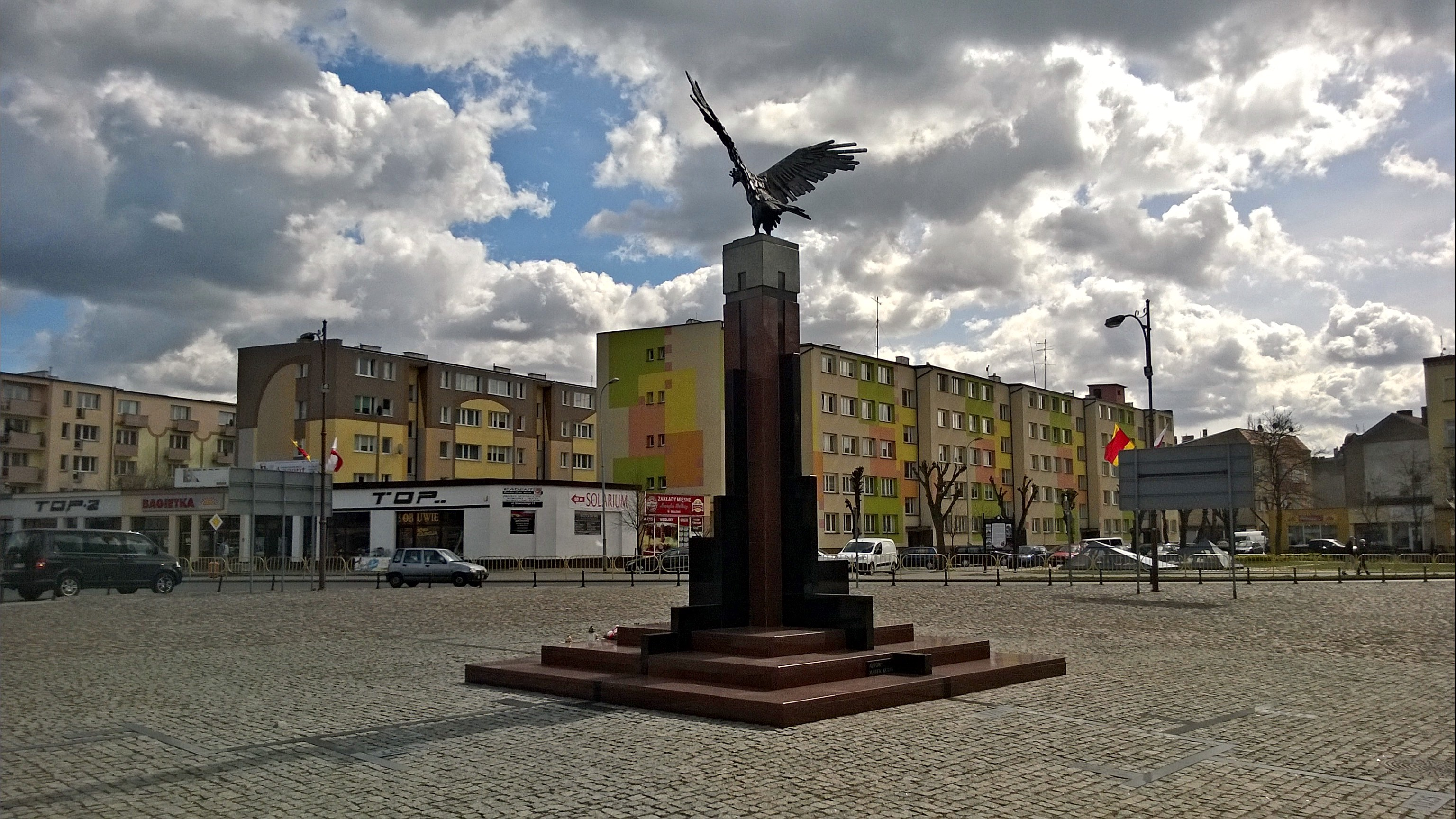
Pomnik Orła Białego

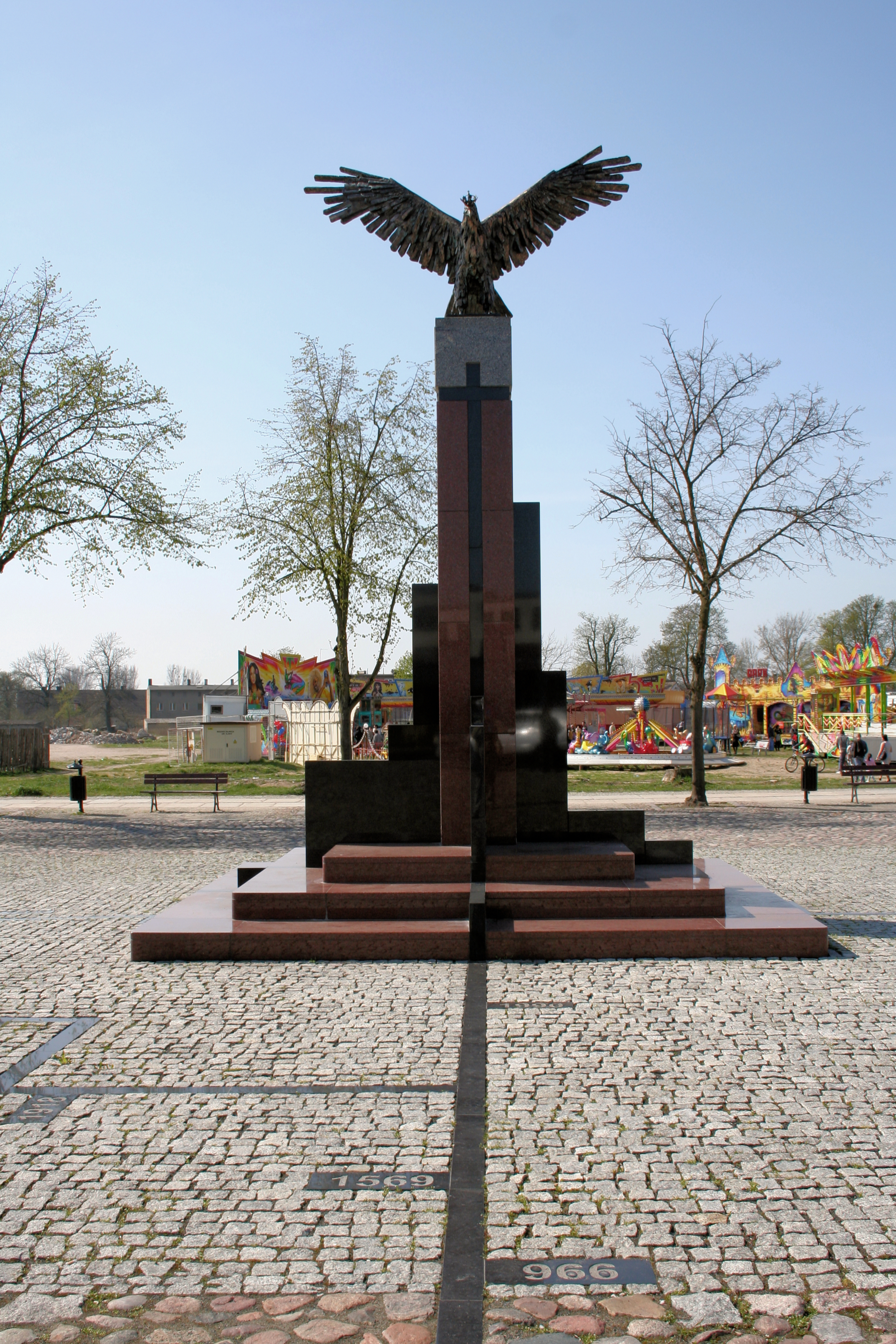
Pomnik Orła Białego od frontu

Oficjalne przejęcie miasta przez administrację polską, podległą Rządowi Tymczasowemu R.P., nastąpiło 15 maja 1945 r., zaś w lipcu 1945 r., ze względu na duże zniszczenia Chojny, podjęto decyzję o przeprowadzce władz powiatowych do Dębna. Napływać zaczęli osadnicy – rodziny zdemobilizowanych żołnierzy przybyłych zza Buga (powiat chojeński był przeznaczony na osadnictwo wojskowe, głównie dla żołnierzy z byłych terenów wschodnich, służących w 1 Armii Wojska Polskiego; osadnicy wojskowi stanowili 75–80% ogółu osiedleńców). Osadnicy w Dębnie pochodzili głównie z województw tarnopolskiego, wileńskiego i stanisławowskiego (wysiedleni z ZSRR 53,8%, stan w miastach w powiecie chojeńskim na 31 grudnia 1948 r.), dużą grupę (27,6%) stanowili przesiedleńcy z Polski centralnej (poznańskie, warszawskie i łódzkie) oraz południowej, zaś repatrianci z terenów Niemiec i Francji stanowili znikomy procent (7,8%%). W pierwszych latach powojennych nastąpiła odbudowa infrastruktury miejskiej i przemysłowej: w sierpniu 1945 r. uruchomiono fabrykę przetworów owocowych, w październiku 1945 r. otwarto pierwszą szkołę średnią oraz odbudowano linię kolejową z Dębna do Kostrzyna i Myśliborza, w styczniu 1946 r. uruchomiona zostaje fabryka kapeluszy, w maju 1945 r. drukarnia, w listopadzie 1946 r. Wytwórnia Wód Gazowych, w 1948 r. powstają Spółdzielnia Szewców i Cholewkarzy oraz Przedsiębiorstwo Budownictwa Terenowego. W latach 1964–1967 Dębno zajęło pierwsze miejsce w konkursie „Ziemia Szczecińska – piękna, gospodarna, kulturalna”. W 1972 r. utworzono Gminę Dębno, zaś w 1975 r. w wyniku reformy administracyjnej Dębno zostało włączone do województwa gorzowskiego.
W 1992 r. odkryto w rejonie Dębna złoża ropo-gazowe Zielin, w 1993 r. złoża gazu ziemnego Różańsko oraz ropy naftowej i gazu ziemnego Barnówko-Mostno-Buszów (BMB).
W 2002 r. Dębno otrzymało nagrodę Rady Europy za krzewienie idei jedności narodowej i współpracy międzynarodowej.

## Zabytki
Lista zabytków znajdujących się Dębnie:
- kościół Świętych Apostołów Piotra i Pawła, wybudowany w latach 1852–1857[35]
- Kościół św. Antoniego z lat 1932-33[35],
- kamienica przy ul. Armii Krajowej 2, po 1890 r.
- kamienica przy ul. Armii Krajowej 4, z 1892 r.
- budynek poczty ul. Armii Krajowej 6, wybudowany w latach 1891–1896
- ratusz z 1905 r.
- willa z końca XIX w., ob. siedziba Zespołu Szkół Stowarzyszenia Oświatowego im. Ignacego Łukasiewicza
- willa wraz z ogrodem przy ul. Baczewskiego 3, z 1920 r.
- willa przy ul. Baczewskiego 5, z lat 20 XX w.
- willa wraz z ogrodem przy ul. Mickiewicza 32, z 1895 r., ob. biblioteka
- willa wraz z ogrodem przy ul. Mickiewicza 43, z 1897 r.
- wodociągowa wieża ciśnień, ul. Mickiewicza 61, z lat 1928–1929

## Demografia
Wykres liczby ludności Dębna na przestrzeni ostatnich 4 stuleci

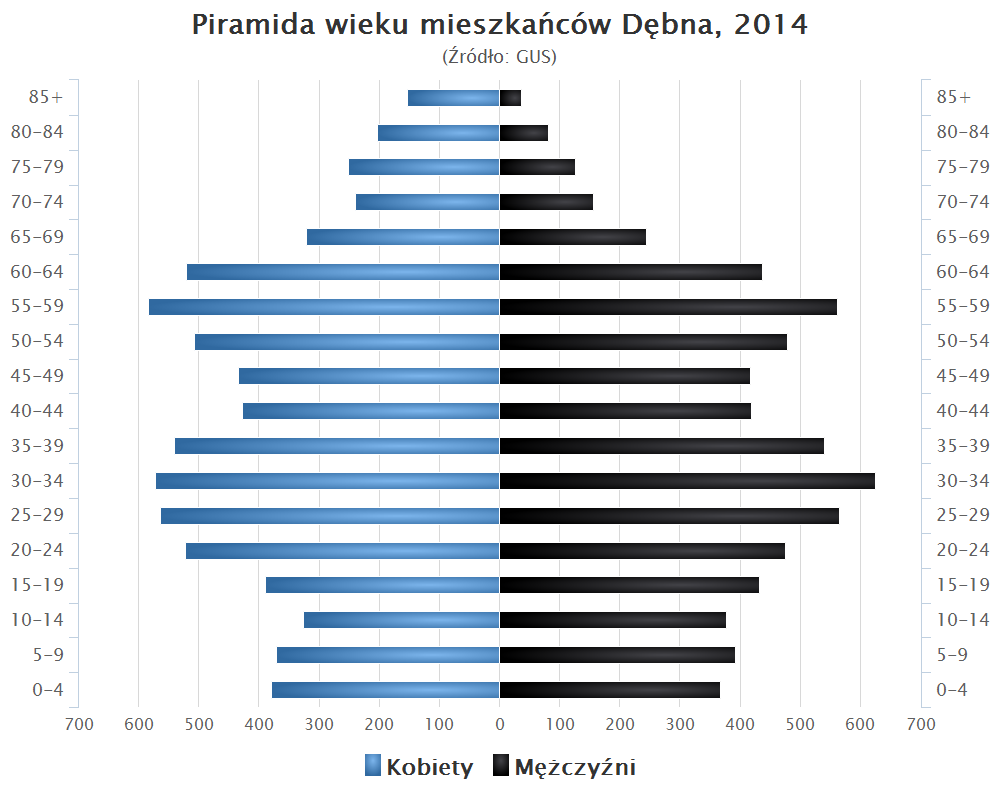
Piramida wieku mieszkańców Dębna w 2014 roku

## Gospodarka

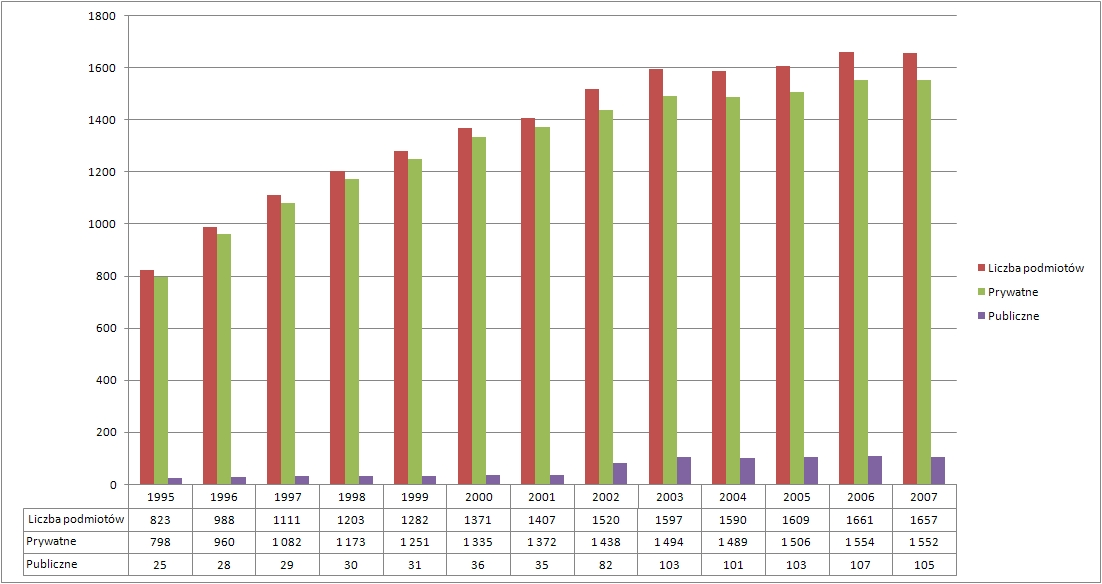

Struktura rozwoju gospodarczego według ewidencji REGON:
Na terenie miasta istnieje też duża liczba podmiotów o charakterze handlowym i usługowym, których działalność oparta jest na świadczeniu usług mieszkańcom. Struktura podstawowych branży gospodarki znajdujących się na terenie miasta:
1) Branże przemysłowe:
- przemysł drzewny
- materiałów budowlanych
- elektryczny
- odzieżowy
- meblarski

2) Usługi:
- transport
- budownictwo
- turystyka, handel
- inne usługi
- naprawa maszyn i urządzeń

Niedaleko od miasta znajduje się złoże ropy naftowej (Barnówko-Mostno-Buszów). Jego eksploatacja rozpoczęła się w 1. kwartale 2000 r. i jest prowadzona przez Zielonogórski Zakład Górnictwa Nafty i Gazu.
Infrastrukturę komunalną obsługują:
- Dębnowskie Towarzystwo Budownictwa Społecznego Spółka z o.o.
- Przedsiębiorstwo Usług Komunalnych Spółka z o.o.
- Przedsiębiorstwo Energetyki Cieplnej Spółka z o.o.
- Przedsiębiorstwo Wodociągów i Kanalizacji Spółka z o.o.

Wspieraniem i rozwojem przedsiębiorczości na terenie miasta i gminy zajmuje się Centrum Wspierania Biznesu, obsługujące zarówno małe i średnie firmy, jak i rozpoczynających działalność gospodarczą. Centrum realizuje także cele drugorzędne związane z aktywizacją zawodową różnych grup społecznych i rozwojem nowoczesnych kadr dla lokalnych firm.

## Infrastruktura

### Transport
Przez miasto przebiegają najważniejsze drogi w regionie, które stanowią połączenie większych aglomeracji z przejściami granicznymi. Są to:
- drogi krajowe nr 23 Myślibórz – Sarbinowo i nr 31 Szczecin – Słubice
- drogi wojewódzkie nr 126 Osinów Dolny – Dębno i nr 127 granica państwa – Dębno

Przez środek miasta przechodzi droga krajowa nr 23, która łączy miasto z siedzibą powiatu (Myślibórz) oraz z Kostrzynem nad Odrą. Od Dębna rozpoczyna się droga wojewódzka nr 127, biegnąca do drogi krajowej nr 31, oraz droga wojewódzka nr 126, która biegnie w kierunku Mieszkowic i dalej wzdłuż Odry.
Sieć autobusowa zapewnia bezpośrednie połączenia Dębna z okolicznymi miejscowościami: Boleszkowice, Chojna Szczecińska, Gorzów Wielkopolski, Kostrzyn nad Odrą, Mieszkowice, Słubice, Trzcińsko-Zdrój. Otwarte połączenia szkolne zapewniają dojazd do miejscowości w gminie. Głównym przewoźnikiem jest Przedsiębiorstwo PKS w Myśliborzu, posiadające w Dębnie Placówkę Terenową. Po jednej parze wykonują Przedsiębiorstwo PKS w Słubicach oraz „FlixBus” Polska (dawne Eurolines Polska). Część połączeń do Boleszkowic dociera do dworca kolejowego i jest skomunikowana z pociągami.

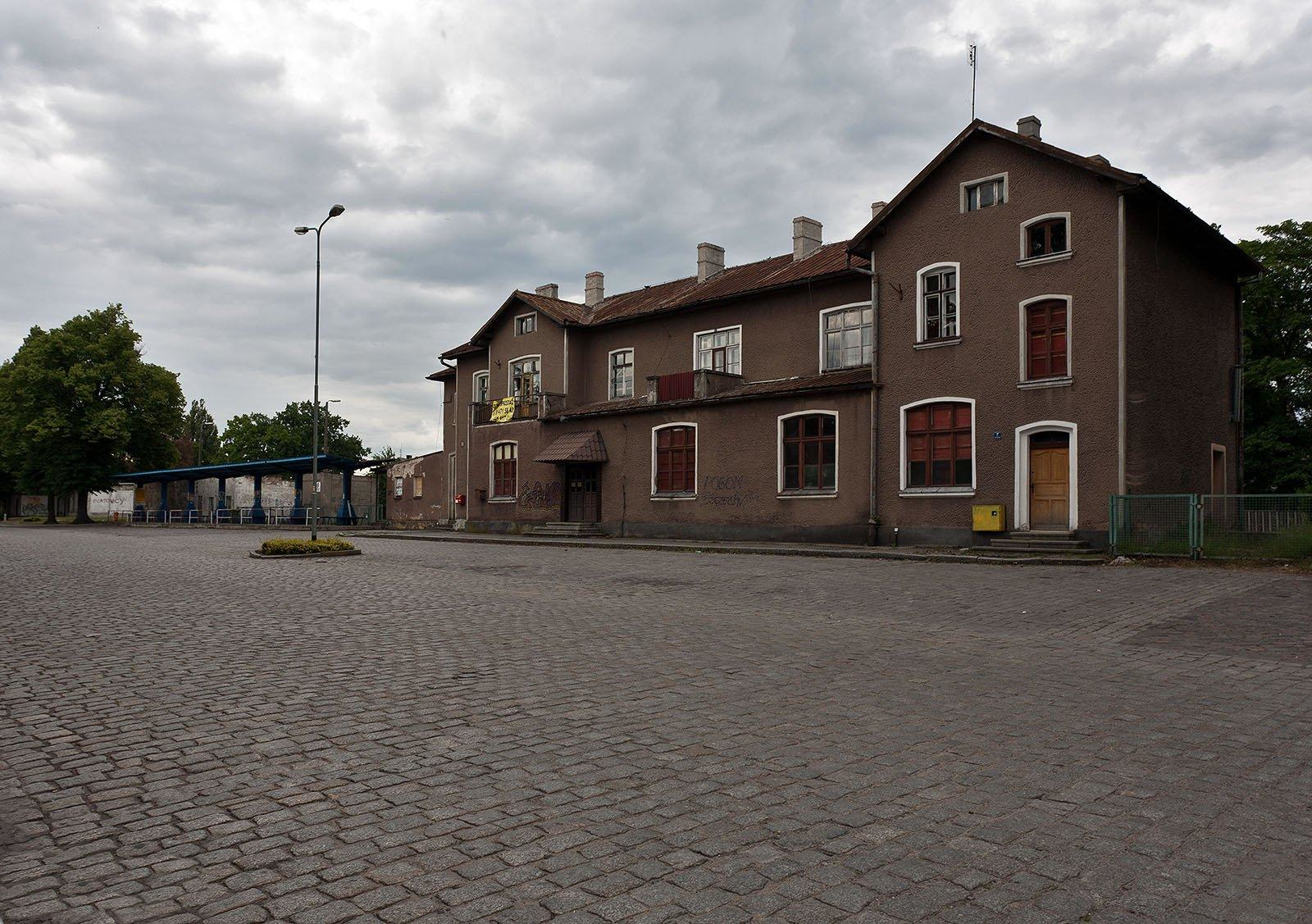
Nieczynna stacja kolejowa

Przez Dębno przebiega szlak kolejowy łączący Kostrzyn i Barnówko. Jest to jednotorowa i niezelektryfikowana linia o numerze 430, na której odbywa się wyłącznie ruch towarowy o znaczeniu miejscowym. Według informacji Zakładu Linii Kolejowych w Gorzowie Wielkopolskim (PKP PLK S.A.) natężenie ruchu wynosi 8 pociągów na dobę. Przewozy pasażerskie z przyczyn ekonomicznych zostały zawieszone w 2000 r., a znajdująca się w mieście stacja Dębno Lubuskie jest nieczynna.

### Mieszkalnictwo
Zasoby mieszkaniowe (stan na 31.12.2003 r.) wynoszą 4454 budynki. Struktura własności:
| Własność                  | Liczba budynków |
| ------------------------- | --------------- |
| Osoby fizyczne            | 2268            |
| Spółdzielnie Mieszkaniowe | 1328            |
| Gmina                     | 799             |
| Skarb Państwa             | 20              |
| Zakłady Pracy             | 36              |
| Pozostałe podmioty        | 3               |

### Gospodarka wodno-ściekowa
Dębno posiada jedno ujęcie wód podziemnych przy ul. Kosynierów (istnieje od 1927 r.), o kategorii zasobów czwartorzędowych o dopuszczalnym poborze wody w ilości 9538 m³/dobę. Aktualnie w eksploatacji znajduje się 7 studni głębinowych, wybudowanych na przestrzeni lat 1970–1980. Wydobycie wody następuje z głębokości 34–42,2 m. Średnia wydajność 280 m³/h. Dębno posiada oczyszczalnię ścieków mechaniczno-chemiczno-biologiczną typu „HYDROCENTRUM” o przepustowości Qśr.dobowe = 6200 m³/d i reaktor biologiczny. Właścicielem oczyszczalni ścieków jest Miasto i Gmina Dębno, eksploatację powierzono Przedsiębiorstwu Wodociągów i Kanalizacji Sp. z o.o. w Dębnie. Oczyszczalnia przyjmuje ścieki komunalne również z Cychr i Oborzan. Oczyszczone ścieki odprowadzane są do rzeki Kosy na podstawie pozwolenia wodno-prawnego z 22 maja 2002 r. z terminem obowiązywania do 31 maja 2012 r.

### Sieć gazowa i ciepłownicza
W okolicach Dębna istnieje dobrze rozwinięta sieć instalacji przesyłowych do transportu ropy, gazu i płynu złożowego. Duża liczba tego typu obiektów spowodowana jest dobrze rozwiniętym na tym terenie przemysłem wydobywczym. Głównym zarządcą linii przesyłowych oraz pozostałej infrastruktury związanej z wydobyciem surowców kopalnych jest Polskie Górnictwo Naftowe i Gazownictwo S.A. Oddział Zielonogórski Zakład Górnictwa Nafty i Gazu. Przesył surowców ropy i gazu odbywa się pomiędzy zlokalizowanymi na obszarze gminy trzema obszarami i terenami górniczymi:
- obszar i teren górniczy „Cychry”
- obszar i teren górniczy „Barnówko – Mostno – Buszewo”
- obszar i teren górniczy „Różańsko”

Gaz ziemny transportowany jest siecią gazociągów przesyłowych PGNiG S.A, w struktury której wchodzi Wielkopolska Spółka Gazownictwa Sp. z o.o. Sieć przesyłowa i liczne obiekty technologiczne systemu eksploatowane są przez regionalne oddziały przesyłu. Na terenie Dębna jest to Regionalny Oddział Przesyłu w Szczecinie z Zakładem Gazowniczym w Szczecinie oraz Rozdzielnią Gazu w Dębnie.
Miasto Dębno jest zgazyfikowane w 94%.
Głównym dostawcą ciepła na terenie miasta jest Szczecińska Energetyka Cieplna (SEC Dębno). Łącznie na terenie miasta funkcjonują 83 kotłownie o mocy powyżej 50 kW.

### Obiekty energetyki odnawialnej
Na północny zachód od granic miasta funkcjonuje elektrownia wiatrowa o łącznej mocy 0,17 MW. W skład elektrowni wchodzą dwa wiatraki o wysokościach 24 m każdy. Produkowana energia odkupywana jest przez Zakład Energetyczny w Gorzowie Wielkopolskim.

### Ochrona zdrowia

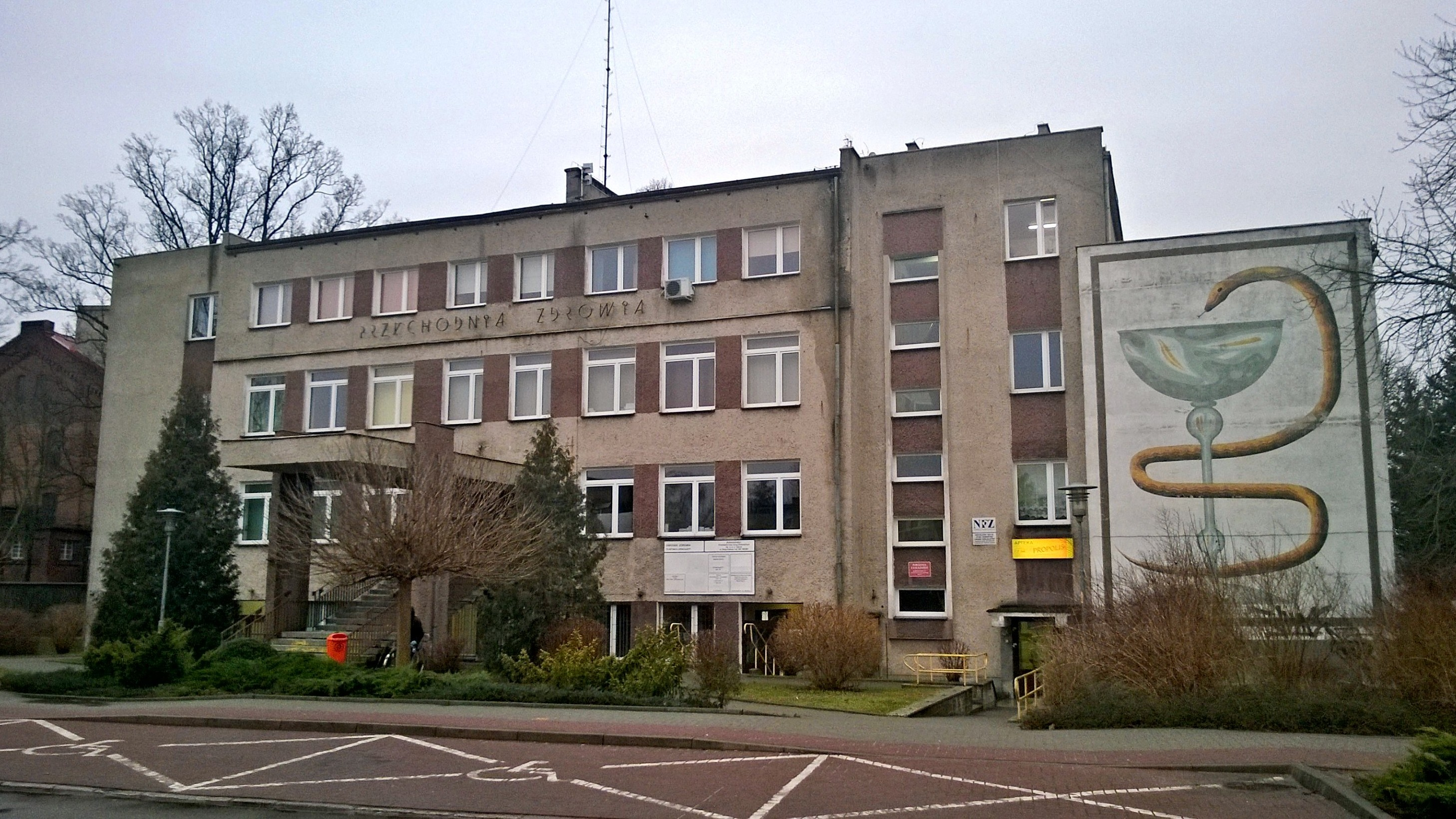
Przychodnia zdrowia

- Samodzielny Publiczny Zakład Opieki Zdrowotnej Szpital Powiatowy w Dębnie
- Niepubliczne zakłady opieki zdrowotnej
- Wojewódzka Stacja Pogotowia Ratunkowego Filia w Dębnie

### Pomoc i opieka społeczna
- Ośrodek Pomocy Społecznej; przy nim Gminne Centrum Informacji oraz Klub Integracji Społecznej, które świadczą usługi na rzecz osób bezrobotnych i korzystających ze świadczeń pomocy społecznej
- Placówka Wielofunkcyjna oraz Warsztat Terapii Zajęciowej, który opieką medyczną, socjalną i psychologiczną obejmuje osoby niepełnosprawne

### Bezpieczeństwo i porządek publiczny
W mieście znajduje się Komisariat Policji oraz siedziba jednostki ratowniczo–gaśniczej Państwowej Straży Pożarnej.

## Edukacja
W Dębnie funkcjonują:
Oświata publiczna

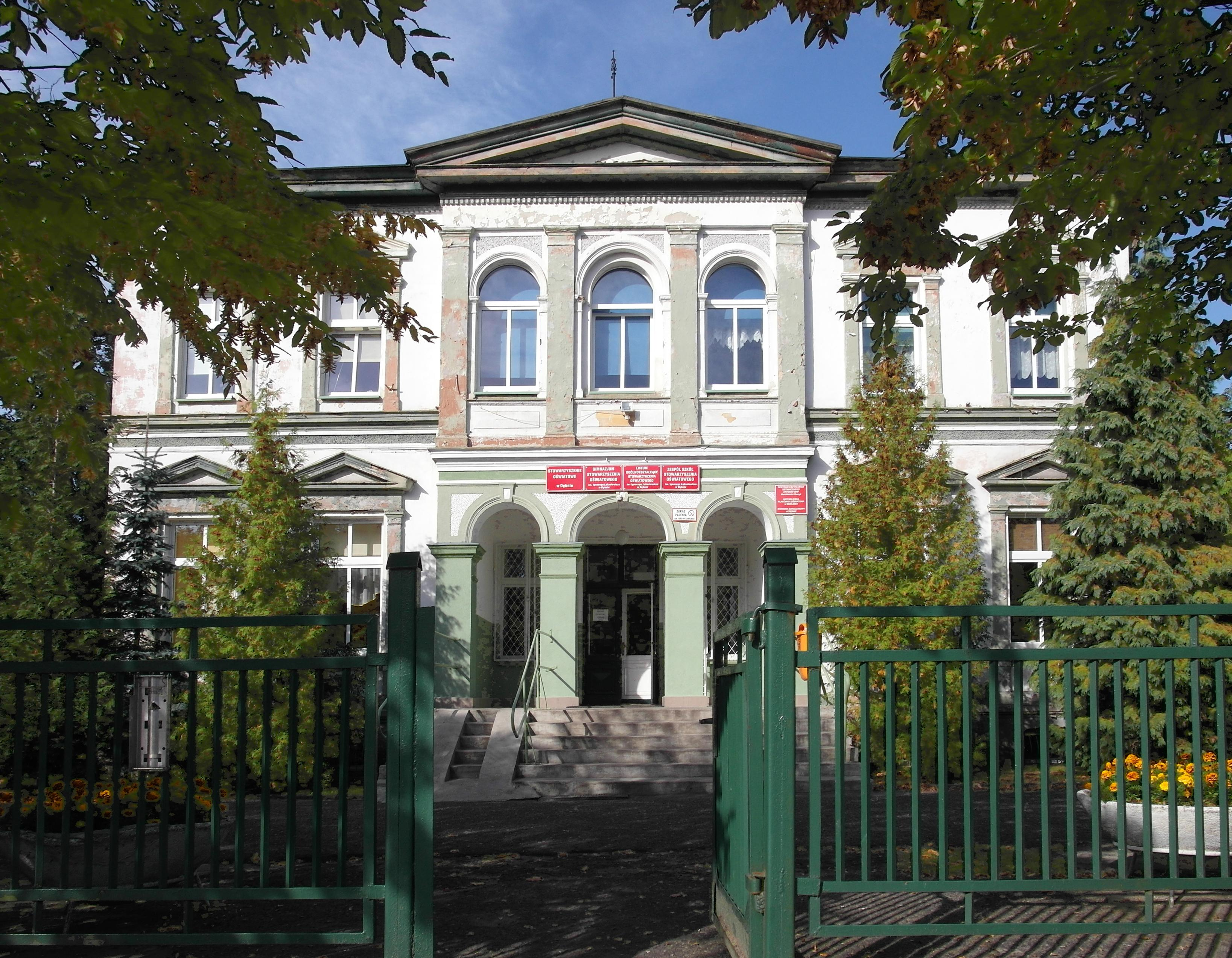
Zespół Szkół Stowarzyszenia Oświatowego im. Ignacego Łukasiewicza

- Dwa przedszkola, cztery oddziały przedszkolne
- Trzy szkoły podstawowe
- Zespół Szkół Ponadpodstawowych (Liceum Ogólnokształcące, Technikum, Zasadnicza Szkoła Zawodowa)
- Środowiskowy Hufiec Pracy

Oświata niepubliczna
- Jedno przedszkole
- Zespół Szkół Stowarzyszenia Oświatowego (Liceum Ogólnokształcące)
- Centrum Edukacyjne „Konsul”

## Kultura

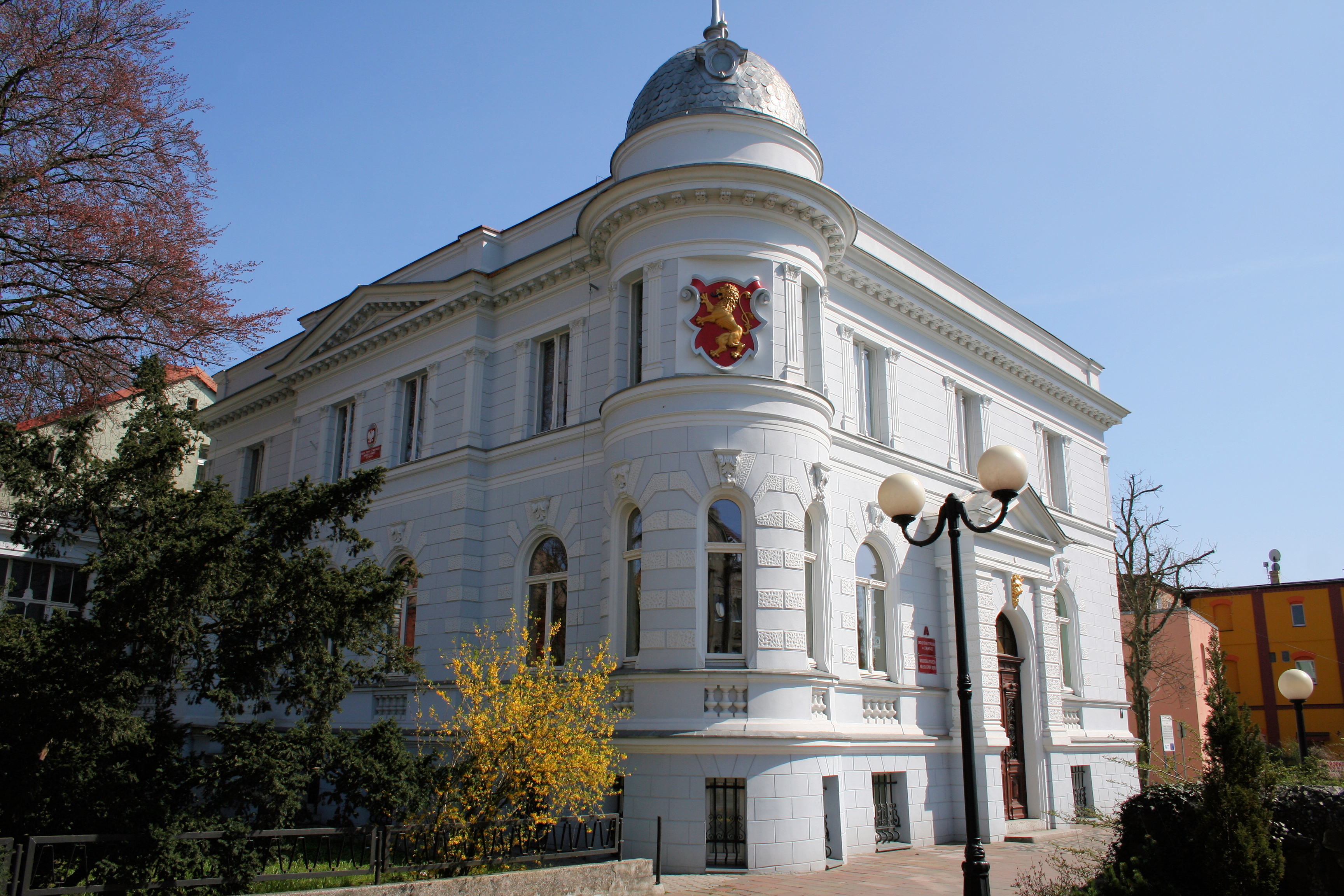
Biblioteka Publiczna

- Biblioteka Publiczna Miasta i Gminy Dębno; sieć biblioteczna obejmuje oprócz głównej siedziby filę nr 1 przy Parafii św. Ap. Piotra i Pawła w Dębnie oraz filie w Cychrach, Dargomyślu, Różańsku i Warnicach, punkty biblioteczne w przedszkolach nr 1 i 2, Szpitalu Powiatowym w Dębnie oraz Domu Pomocy Społecznej w Kamieniu Małym. Księgozbiór liczy ok. 95 tys. woluminów[55]. Biblioteka posiada bardzo bogate zbiory specjalne i dział regionalny. Prowadzi także szeroką działalność pozastatutową, jest organizatorem spotkań z dawnymi mieszkańcami Dębna – Neudamm, plenerów malarskich, konkursów, zajęć dla dzieci. Wydaje miesięcznik (700 egz.) „Merkuriusz Dębnowski”.
- Dębnowski Ośrodek Kultury; prowadzi działalność kulturalną, oświatową i rekreacyjną na terenie miasta i gminy; posiada m.in. sekcję muzyczną, teatralną, koło plastyczne, sekcję fotograficzną, krótkofalarską, brydża sportowego, aerobiku, tańca towarzyskiego.
- Towarzystwo Miłośników Kultury Hebrajskiej,
- Klub Muzyczny „GISO”.

## Sport i rekreacja

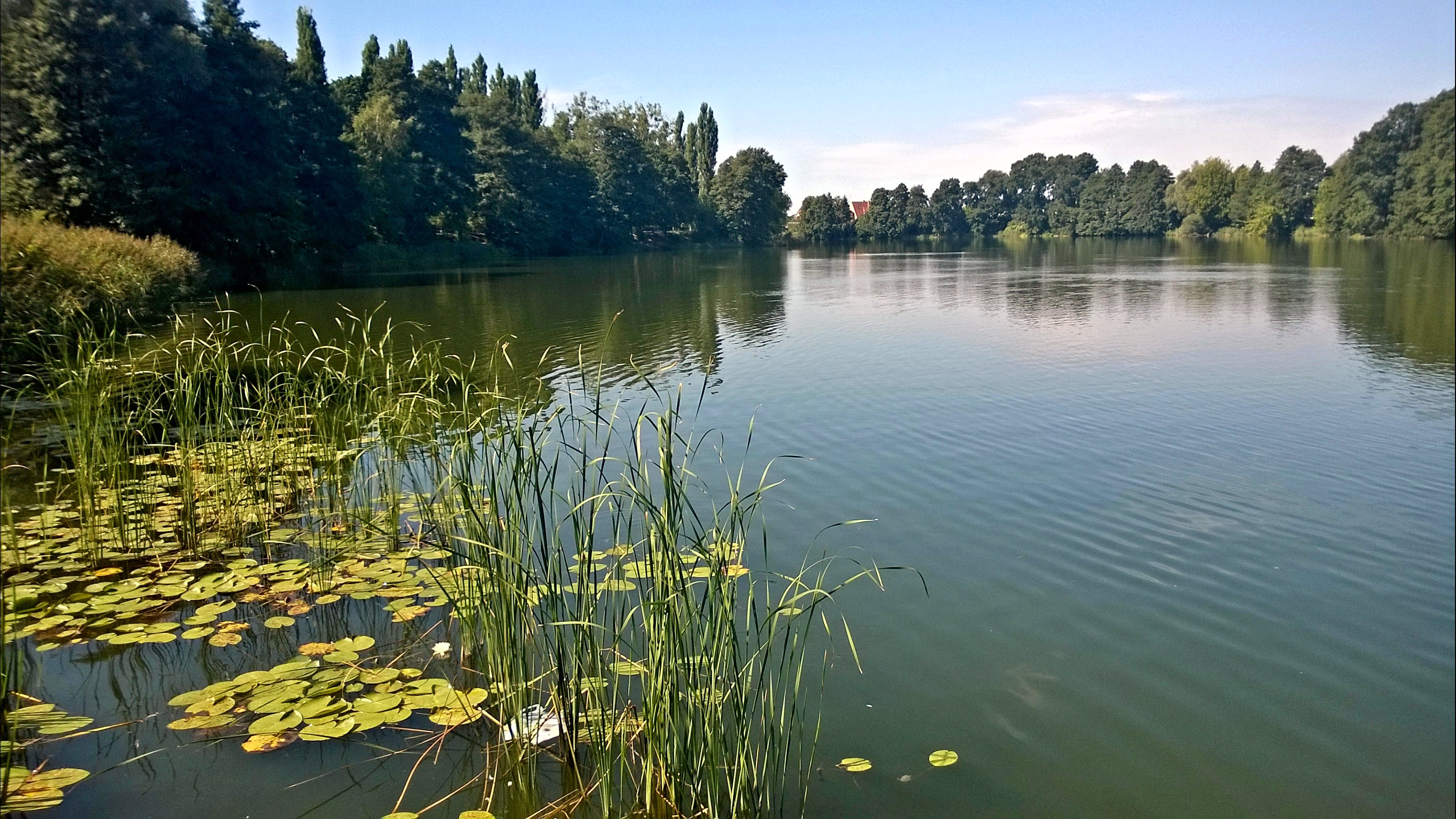
Jezioro Lipowo

- Ośrodek Sportu i Rekreacji; organizator największej imprezy sportowej w regionie – Międzynarodowych Mistrzostw Polski w Maratonie, a także zawodów w Triathlonie oraz zawodów jeździeckich. OSiR prowadzi działalność na obiektach: budynek administracyjno-biurowy przy ul Jagiełły 1, plaża miejska, stadion sportowy przy ul. Gorzowskiej, kompleks boisk sportowych przy ul. Daszyńskiego 20, kompleks boisk sportowych na osiedlu Waryńskiego. Zajęcia organizowane są w sekcjach m.in.: piłki siatkowej, piłki koszykowej, lekkiej atletyki.
- Miejski Klub Sportowy Dąb Dębno
- Uczniowski Klub Sportowy unihokeja „Arkady”
- Uczniowski Klub Sportowy „Gryf-06”
- Szkolny Związek Sportowy – Zarząd Miejsko-Gminny w Dębnie
- Grupa Biegowa 42.195 Dębno

### Maraton
Co roku w Dębnie odbywa się Maraton. Pierwszy tzw. „Mały Maraton” (dystans 21,5 km) odbył się w 1966 na trasie Cedynia – Siekierki, a pomysłodawcą i realizatorem był Henryk Witkowski. W 1967 po raz pierwszy rozegrany został na klasycznym dystansie 42,195 km i stał się Mistrzostwami Polski w tej dyscyplinie. Mała liczba kibiców oraz trudności organizacyjne sprawiły, że w 1973 maraton został przeniesiony do Dębna i rozgrywany na trasie Dębno – Barnówko, gdzie startowało już ponad 100 zawodników. W latach 1991–1998 nie odbywał się z przyczyn ekonomicznych. W 1999 impreza została reaktywowana i rozgrywana aktualnie na trasie Dębno – Dargomyśl – Cychry – Dębno. Organizowane są: Mistrzostwa Polski Mężczyzn, Mistrzostwa Polski Kobiet, Mistrzostwa Polski Policjantów, a dzień wcześniej dla młodzieży szkolnej Biegi Uliczne im. Henryka Witkowskiego.
Maraton ujęty jest w kalendarzu Międzynarodowej Federacji Lekkiej Atletyki i Europejskiego Stowarzyszenia LA; otrzymuje certyfikat jakości „Złoty Bieg”.
Rekord mężczyzn to 2:09:57 (Mutuku Cosmas Kyeva, 2014), a kobiet 2:32:09 (Grażyna Syrek, 2003). Obecnie jego trasa to: Dębno – Dargomyśl – Cychry – Dębno.

## Administracja
Miasto podzielone jest na 2 okręgi wyborcze. Mieszkańcy Dębna wybierają do rady miejskiej 14 radnych (10 z 21). Pozostałych 7 radnych wybierają mieszkańcy terenów wiejskich gminy Dębno. Organem wykonawczym jest burmistrz.
Władze miasta:
Burmistrzowie

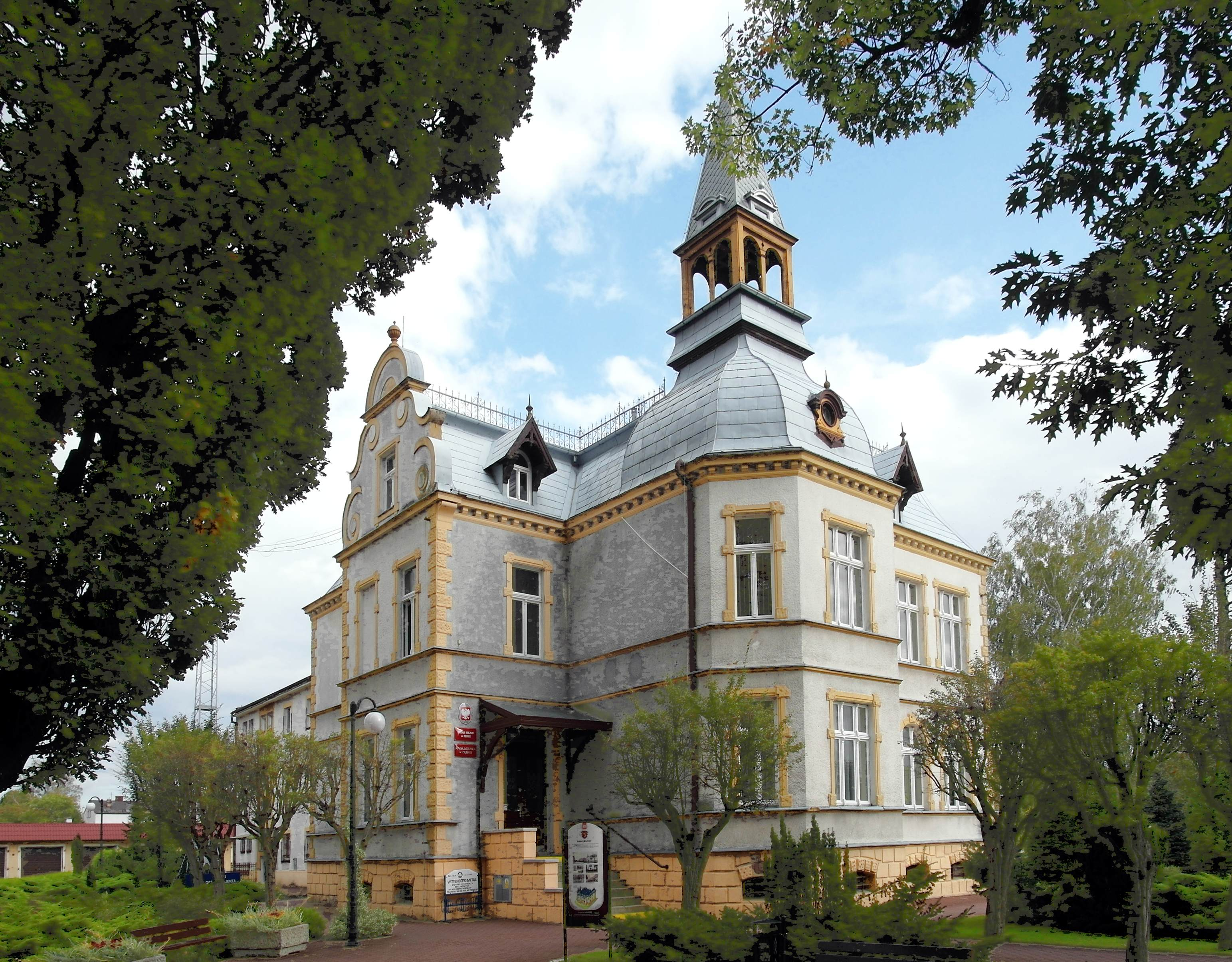
Ratusz

- Juliusz Dzięciołowski (maj 1945–listopad 1945)
- Jan Baczewski (listopad 1945–1947)
- Kazimierz Mirecki (1947–1949)
- Adam Stefański (1949–1949)
- Julian Markiewicz (1949–1950)

Przewodniczący Rady Narodowej
- Julian Markiewicz (1950–1952)
- Franciszek Pawlaczyk (1952–1953)
- Józef Liszawa (1953–1956)
- Mikołaj Opryszko (1956–1958)
- Marian Supernak (1958–1960)
- Kazimierz Kamiński (1961–1965)
- Tadeusz Pawłowski (1965–?)

Naczelnicy Miasta i Gminy
- Stanisław Korban (1973–1980)
- Ryszard Święcicki (1980–1988)

Burmistrzowie
- Ryszard Święcicki (1988–1990)
- Roman Stryjewski (1990–?)
- Danuta Leśniak-Chanecka (?–1994)
- Janusz Kotas (1994–1995)
- Ryszard Święcicki (1995–2002)
- Piotr Ryszard Downar (2002–2018)
- Grzegorz Kulbicki (2018–2024)
- Wojciech Czepułkowski (2024–)[57]

Mieszkańcy wybierają posłów na Sejm z okręgu wyborczego nr 41, senatora z okręgu nr 98, a posłów do Parlamentu Europejskiego z okręgu nr 13.

### Współpraca międzynarodowa
- Strausberg (od 1978 r.)
- Renkum (od 1990 r.)
- Rosarito (od 1996 r.)
- Tczew (od 2000 r.)
- Terezin (od 2002 r.)
- Nowy Tomyśl (od 2010 r.)

## Związki wyznaniowe

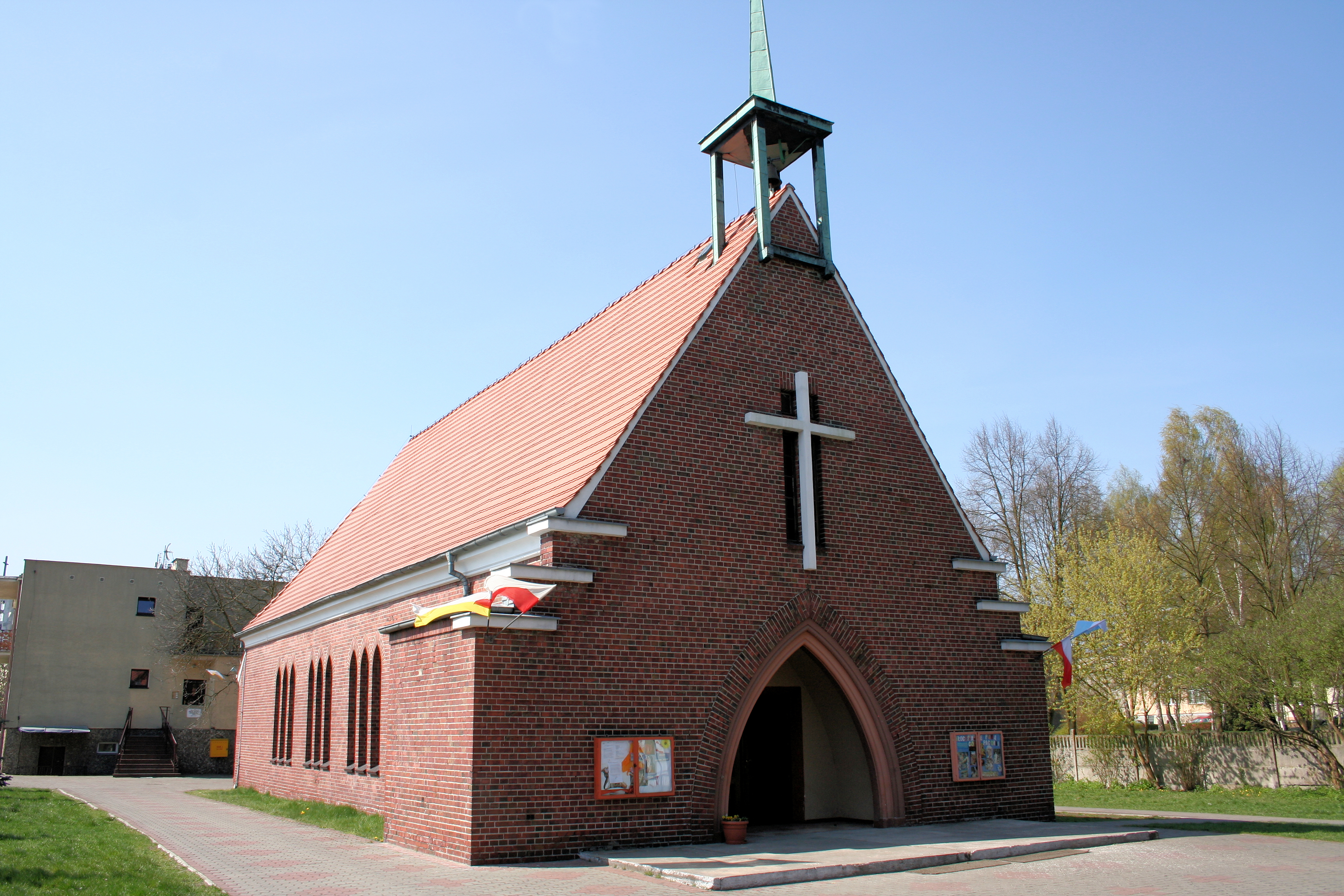
Kościół św. Antoniego

Na terenie miasta działalność religijną prowadzą następujące kościoły i związki wyznaniowe:
- Kościół rzymskokatolicki:
  - Parafia Świętych Apostołów Piotra i Pawła w Dębnie[58]
  - Parafia Matki Bożej Fatimskiej w Dębnie[59]
- Kościół Boży w Chrystusie:
  - Zbór „Kościół Boży”[60]
- Sala Królestwa dwóch zborów Świadków Jehowy[61][62]

## Atrakcje turystyczne

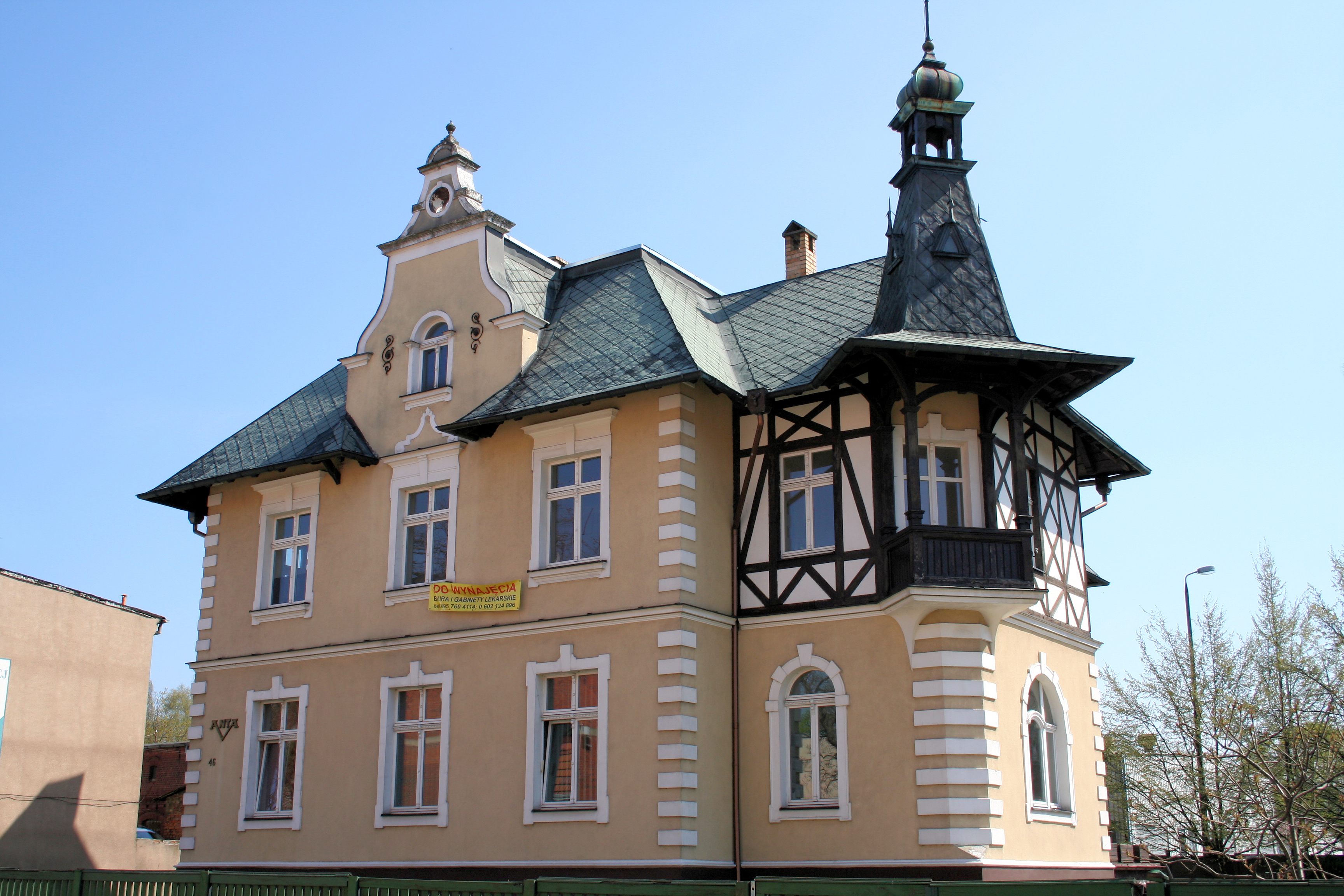
Dawna willa fabrykancka

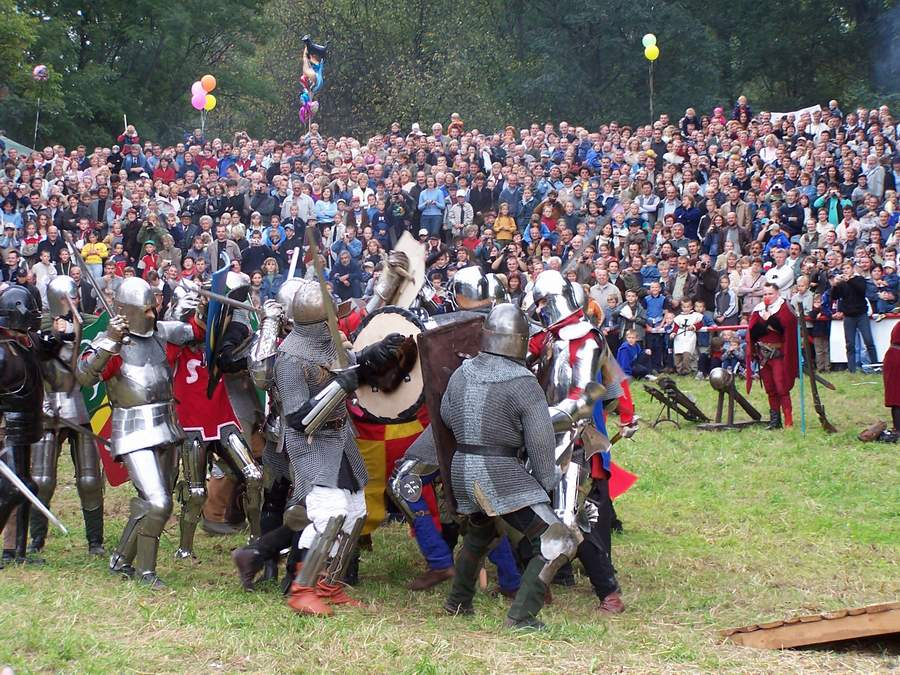
Turniej Rycerski w 2004 r.

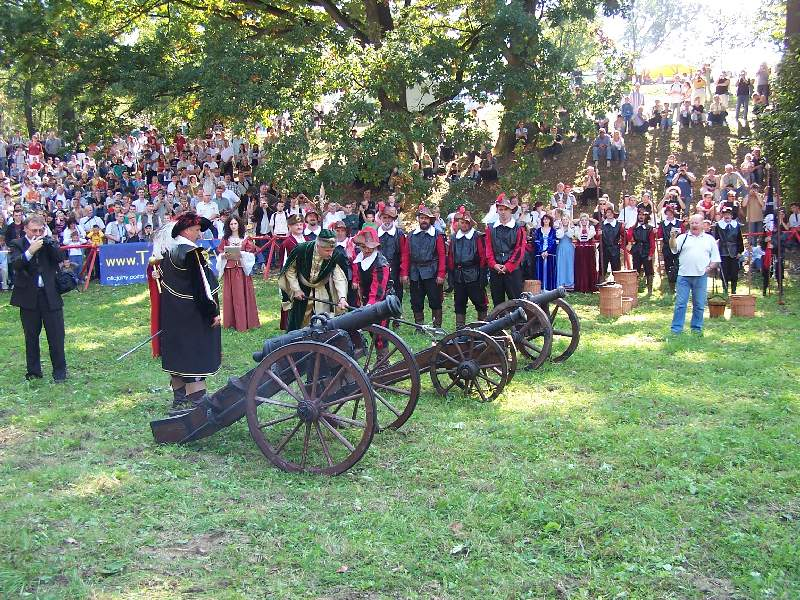
Turniej Rycerski w 2006 r.

- Kościół pw. Świętych Apostołów Piotra i Pawła,
- Kościół pw. św. Antoniego,
- Secesyjne kamieniczki przy ul. Armii Krajowej 2 i 4,
- Willa z 1892 r. w stylu berlińskiego historyzmu, należąca do drukarza Juliusza Neumanna; obecnie siedziba Urząd Miasta przy ul. J. Piłsudskiego,
- Wille przy ul. Baczewskiego 3 i 5,
- Dawna fabrykancka willa Maxa Laue (właściciela fabryki tłuszczów garbarskich) przy ul. Mickiewicza 32 – obecnie siedziba Biblioteki Publicznej; najcenniejszym elementem budynku jest witraż z ok. 1895 r. (zachował się tylko w jednym oknie); ponadto bogato dekorowane sufity z elementami dekoracyjnymi (głównie plafonami) z pocz. XX w.
- W centrum miasta, na pl. Zwycięstwa, mogiła ok. 3700 żołnierzy radzieckich poległych w 1945 r., upamiętniona pomnikiem (z 1967 r., autor Stanisław Biżek),
- Kalendarz kwietny – założony w latach 60. XX w. Pomysłodawcą był Józef Wachowski, ogrodnik, mieszkaniec Dębna, były pracownik Przedsiębiorstwa Usług Komunalnych (PUK). Składa się z około 5,5 tys. kwiatów różnych gatunków.
- Jezioro Lipowo – w granicach miasta; plaża, kąpielisko miejskie, amfiteatr. Lustro wody na wysokości 39,3 m n.p.m., powierzchnia 10,8 ha, największa głębokość 8,3 m, średnia 3,8 m; długość 820 m, szerokość 200 m, długość linii brzegowej 2050 m. Otoczone parkiem miejskim i zabudowaniami mieszkalnymi.
- Fragment doliny rzeki Myśli,
- Dąb Papieski – 18 maja 2006 r. na terenie Wyłuszczarni Nasion posadzono dwuletni dąb, który wyrósł z nasion poświęconych przez Ojca Św. Jana Pawła II,
- Jezioro Doszatyń – miejsce do biwakowania i plaża; leśniczówka z 1920 r.; wokół jeziora dydaktyczna ścieżka przyrodnicza „Nasze drzewa”,
- Maraton Dębno,
- Pomniki przyrody: roślinność wodna na zachodnim odcinku na jez. Lipowo o pow. 0,78 ha; topola czarna przy ul. Kosynierów o obwodzie pnia 770 cm,
- Przez Dębno przebiegają szlaki turystyczne piesze:
  -  „Wokół Dębna”,
  -  „Historii i zabytków”,
  -  „Nad rzeką Kosą”,
  -  „Szlak lasów i jezior”,
  -  „Rezerwatów i pomników przyrody”.

## Dębnianie
- Antoni Dobrowolski (1904-2012) – pedagog, dyrektor Liceum Ogólnokształcącego. W chwili śmierci, najstarszy ocalały z obozów koncentracyjnych m.in. Auschwitz-Birkenau w czasie II wojny światowej.
- Ryszard Kołodziej (1948-2011) – polski polityk, urzędnik państwowy, poseł na Sejm X i II kadencji. W latach 90. XX w. był dyrektorem generalnym i podsekretarzem stanu w Ministerstwie Rolnictwa.